# Бусулецу (Долж)
Бусулецу (рум. Busulețu) насеље је у Румунији у округу Долж у општини Гречешти. Oпштина се налази на надморској висини од 241 m.

## Становништво
Према подацима из 2002. године у насељу је живело 42 становника, од којих су сви румунске националности.